# Ode (Brad Mehldau-album)
Ode från 2012 är ett musikalbum med Brad Mehldau Trio. Skivan består uteslutande av Mehldaus egna kompositioner, flera av dem tillägnade faktiska eller fiktiva personer.

## Låtlista
All musik är skriven av Brad Mehldau.
1. M.B. – 7:47
2. Ode – 6:21
3. 26 – 7:51
4. Dream Sketch – 7:26
5. Bee Blues – 6:42
6. Twiggy – 5:43
7. Kurt Vibe – 4:57
8. Stan the Man – 5:25
9. Wyatt's Eulogy for George Hanson – 9:26
10. Aquaman – 4:50
11. Days of Dilbert Delaney – 9:01

## Inspelningsdata
Inspelad i Avatar Studios, New York
17 november 2008 (spår 1, 2, 4–7, 9–11)
19 april 2011 (spår 3, 8, 10)

## Medverkande
- Brad Mehldau – piano
- Larry Grenadier – bas
- Jeff Ballard – trummor

## Listplaceringar
| Lista (2012) | Topplacering |
| ------------ | ------------ |
| Belgien      | 94           |
| Frankrike    | 161          |